# The Big Bang Theory
The Big Bang Theory (también conocida como La teoría del Big Bang y Big Bang en los distintos países de  Hispanoamérica y The Big Bang Theory ) es una comedia de situación estadounidense creada por Chuck Lorre y Bill Prady, quienes se desempeñaron como productores ejecutivos y escritores principales de la serie, junto con Steven Molaro. Se emitió en CBS del 24 de septiembre de 2007 al 16 de mayo de 2019, con 12 temporadas y 279 episodios.
El programa se centró originalmente en cinco personajes que vivían en Pasadena, California: Leonard Hofstadter (Johnny Galecki) y Sheldon Cooper (Jim Parsons), ambos físicos de Caltech, que comparten apartamento; Penny (Kaley Cuoco), una camarera y aspirante a actriz que vive al otro lado del pasillo; y los amigos y compañeros de trabajo igualmente geek y socialmente incómodos de Leonard y Sheldon, el ingeniero aeroespacial Howard Wolowitz (Simon Helberg) y el astrofísico Raj Koothrappali (Kunal Nayyar). Con el tiempo, personajes secundarios fueron promovidos a papeles protagónicos, incluida la neurocientífica Amy Farrah Fowler (Mayim Bialik), la microbióloga Bernadette Rostenkowski (Melissa Rauch) y el dueño de una tienda de cómics Stuart Bloom (Kevin Sussman).
El programa fue filmado frente a una audiencia en vivo en los estudios Warner Bros de Los Ángeles, y producido por Chuck Lorre Productions y Warner Bros. Television. Recibió críticas mixtas durante su primera temporada, pero la recepción fue más favorable en la segunda y tercera temporada. A pesar de las primeras críticas mixtas, siete temporadas se clasificaron entre las diez primeras de las calificaciones de la temporada final y finalmente alcanzó el no. 1 puesto en su undécima temporada. Estuvo nominada al premio Emmy a la mejor serie de comedia de 2011 a 2014 y ganó el premio Emmy al mejor actor principal en una serie de comedia cuatro veces para Parsons, con un total de siete premios Emmy de 46 nominaciones. Parsons también ganó el Globo de Oro al Mejor Actor en una Serie de Comedia de Televisión en 2011. Una serie precuela, Young Sheldon, basada en el personaje de Parsons, Sheldon Cooper, se estrenó en 2017, con Parsons retomando su papel del Sheldon adulto narrador. Otra serie derivada y secuela de Young Sheldon, titulada Georgie & Mandy's First Marriage, se estrenó en otoño de 2024 y seguirá al hermano mayor de Sheldon, Georgie, y a su esposa Mandy. Se está desarrollando una tercera serie derivada para HBO Max, que seguirá a Stuart, su novia Denise y el geólogo Bert Kibbler.

## Argumento
La serie comienza con la llegada de Penny, aspirante a actriz, al apartamento vecino del que comparten Sheldon y Leonard, dos físicos que trabajan en el Instituto Tecnológico de California (Caltech). Leonard se enamora desde el primer momento de Penny.
Leonard y Sheldon son científicos destacados en Caltech, amigos a su vez de Howard y Raj, que son presentados como unos completos geeks, alejados de las inquietudes y problemas de la gente común. En el curso de la serie se muestra la dificultad de los protagonistas masculinos para relacionarse con personas de fuera de su entorno, principalmente de sexo femenino, dando lugar a situaciones cómicas.
La serie contiene una gran cantidad de situaciones muy cómicas y referencias a principios y teorías físicas auténticas, aunque simplificados al máximo para poder ser entendidos rápidamente por la audiencia que no posea estudios en física, matemáticas o ingeniería. También aparecen referencias cómicas a series de televisión, películas, videoconsolas y videojuegos, cómics de DC y de Marvel, sistemas operativos, redes sociales en Internet y juegos de rol.

## Reparto

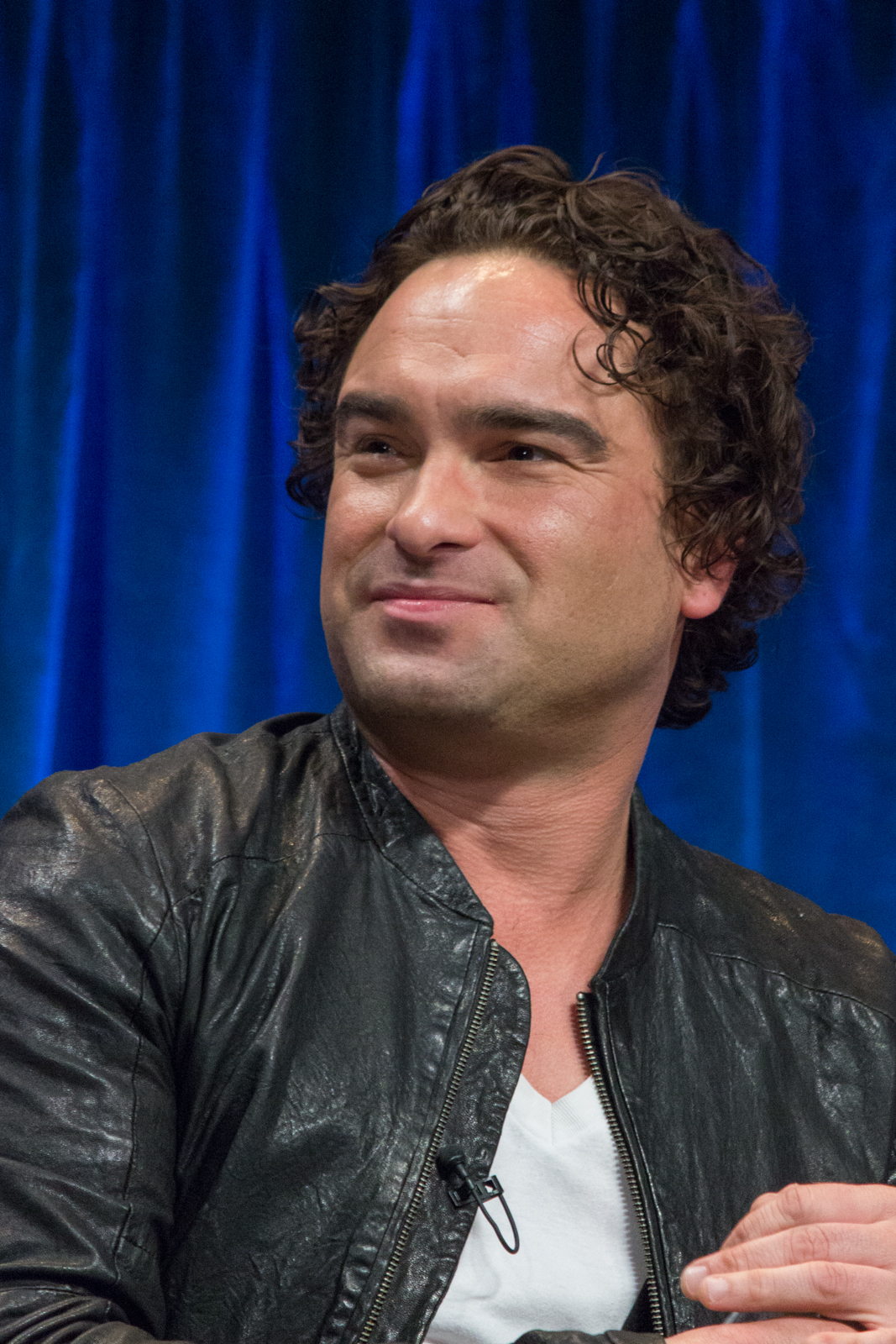
Johnny Galecki como Leonard
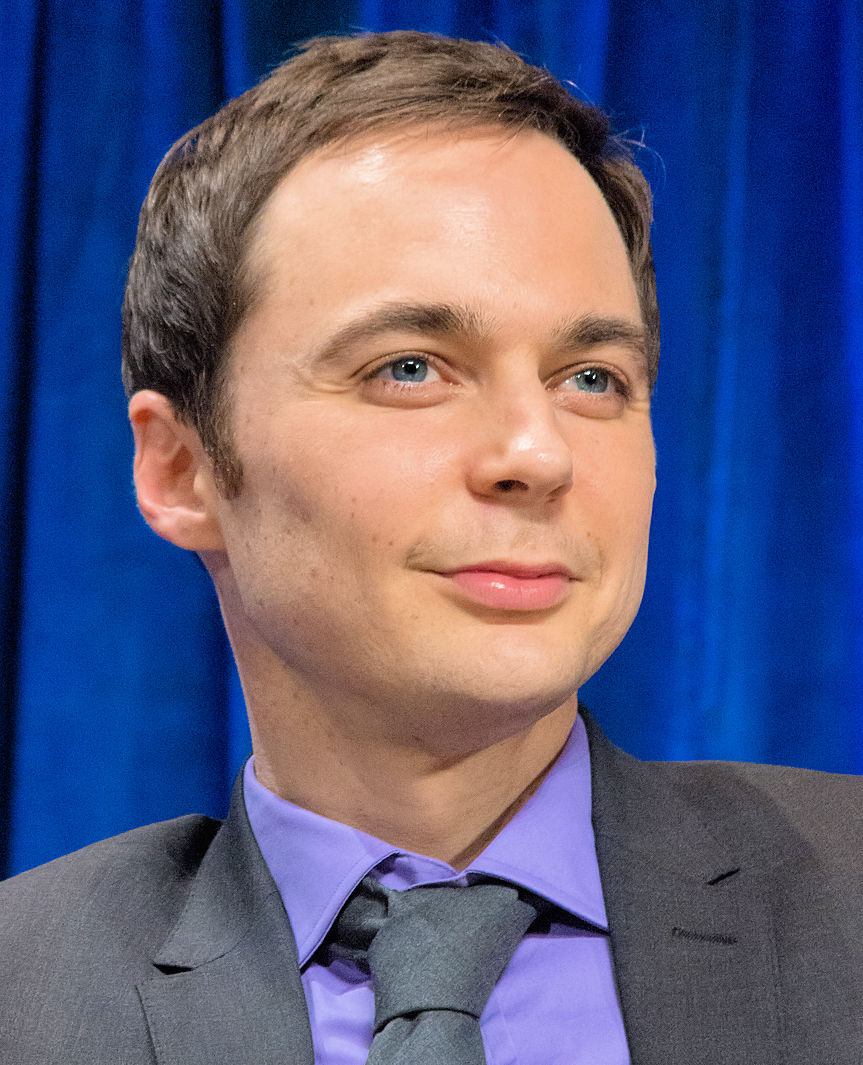
Jim Parsons como Sheldon
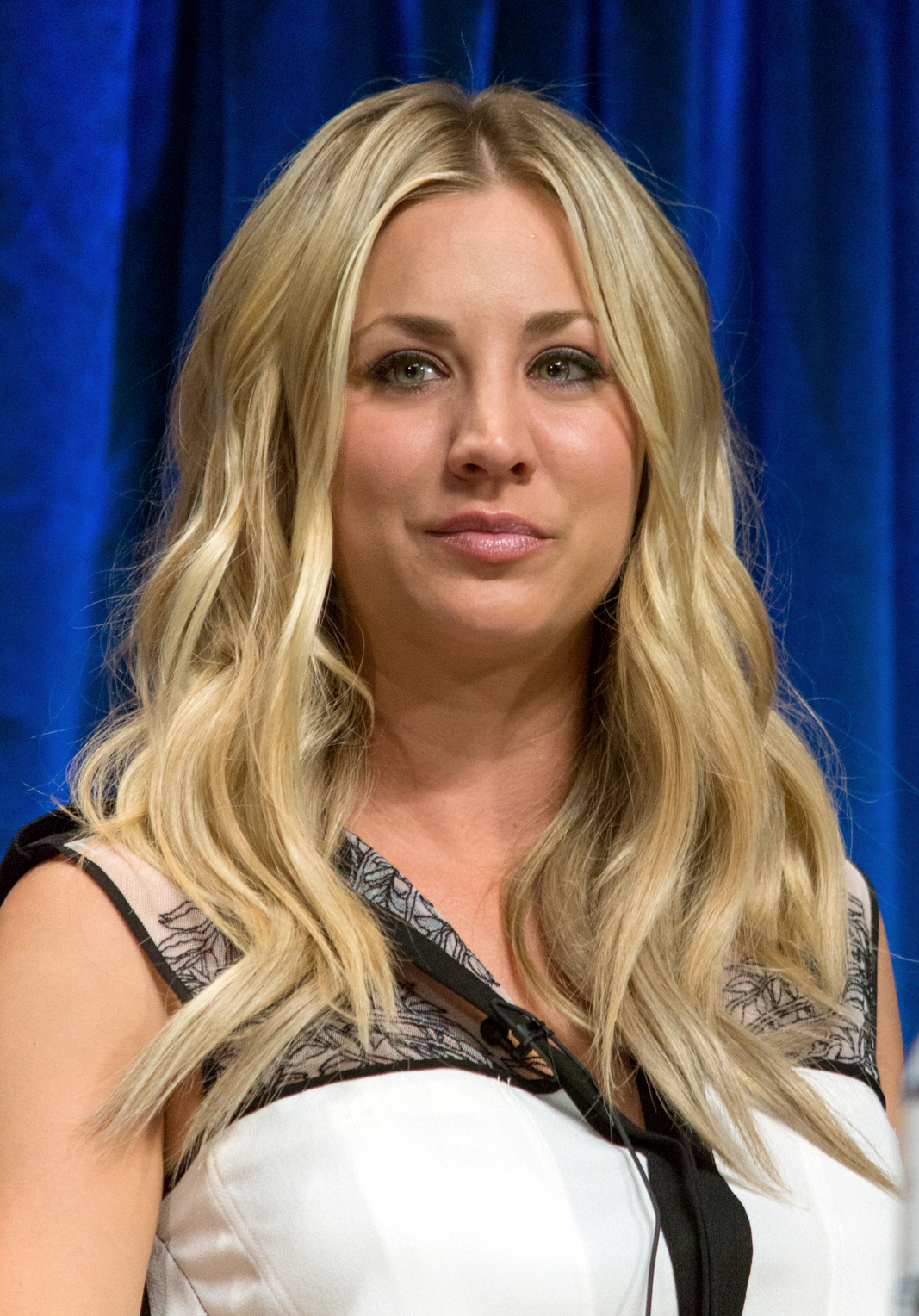
Kaley Cuoco como Penny
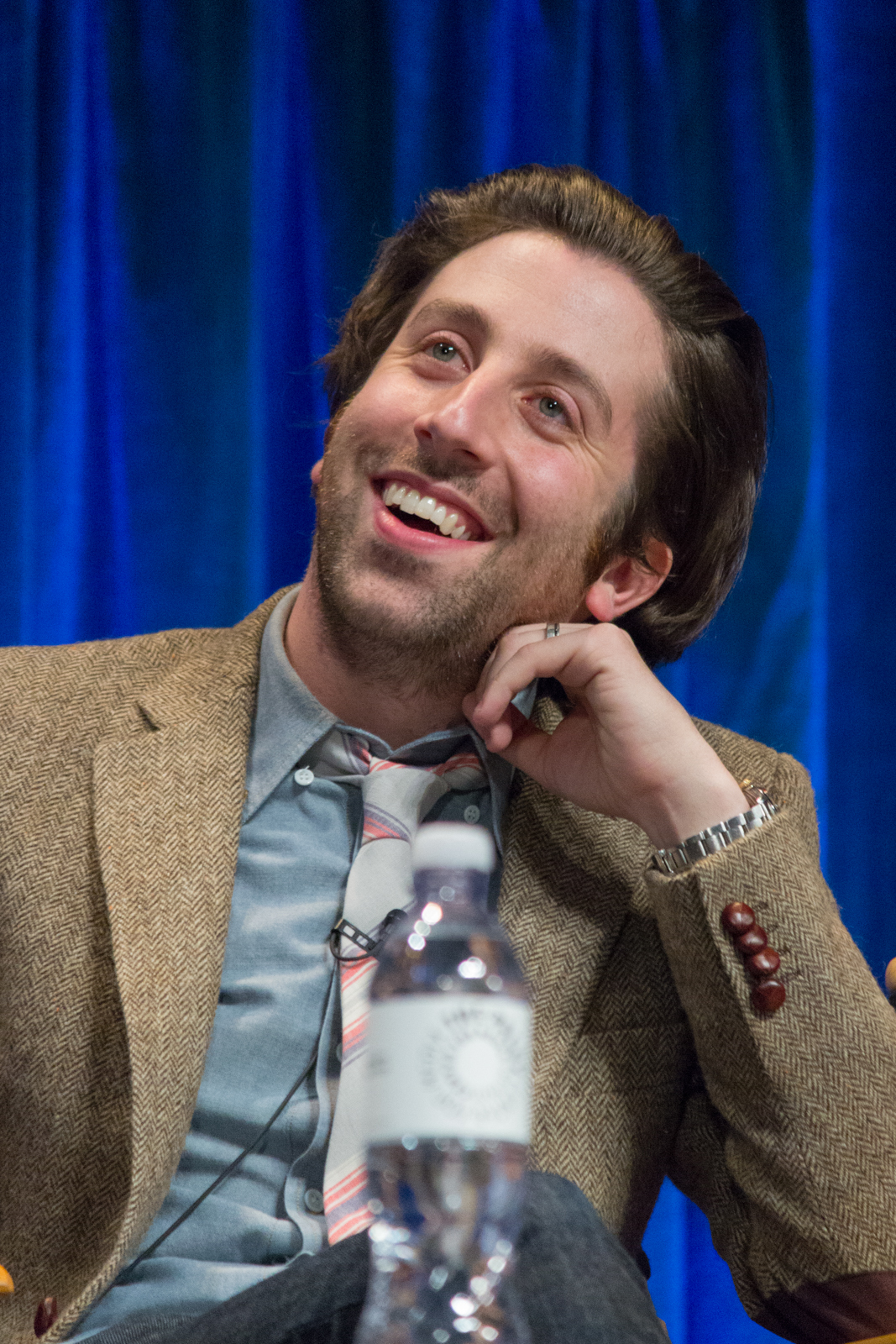
Simon Helberg como Howard
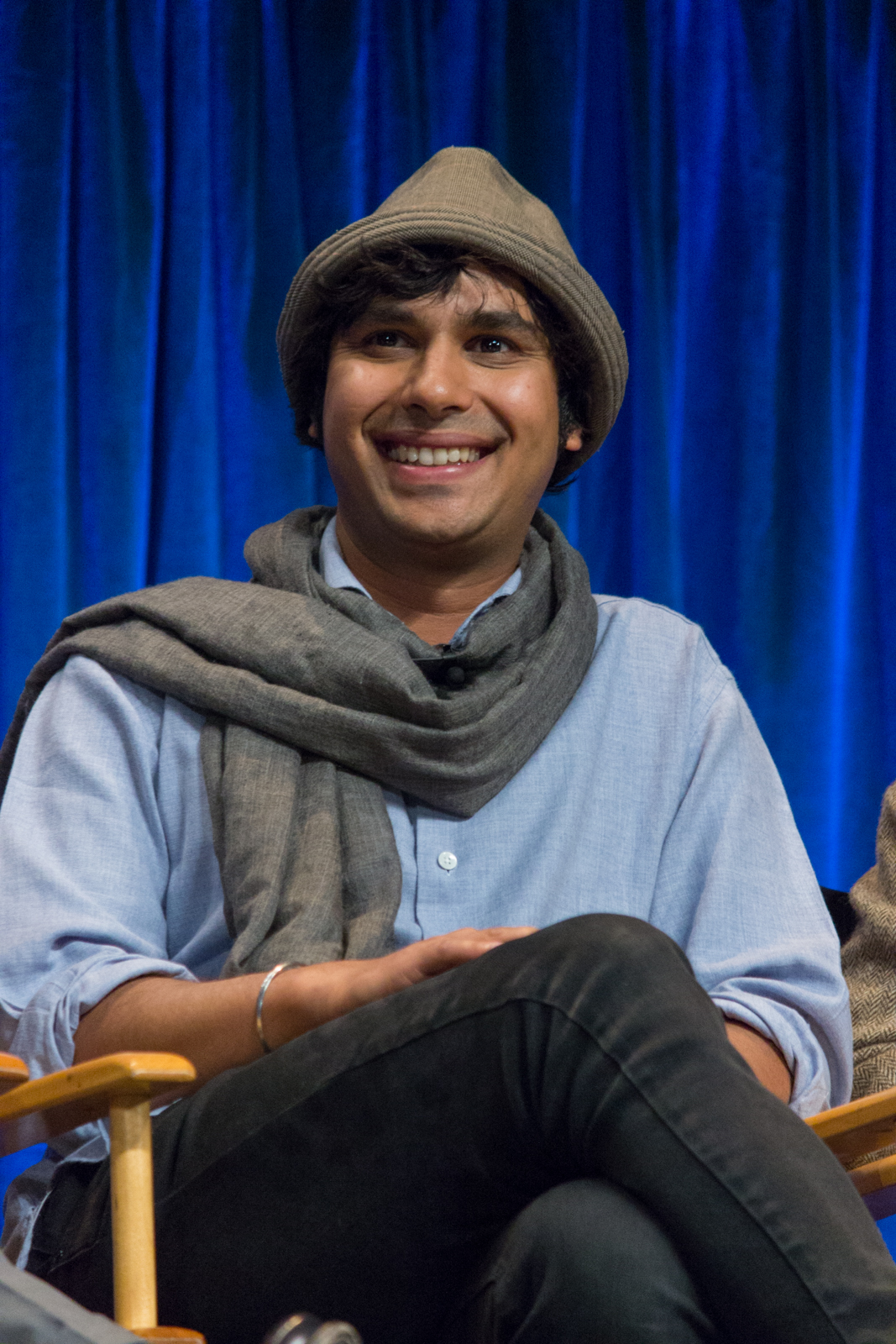
Kunal Nayyar como Raj
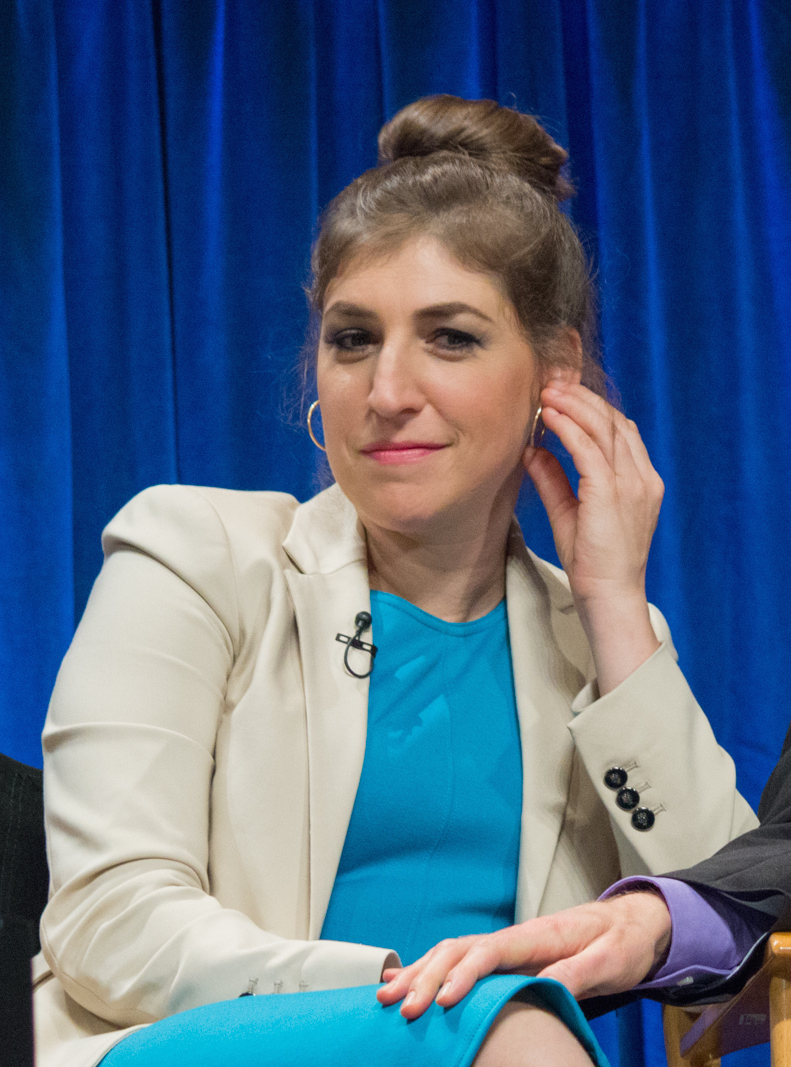
Mayim Bialik como Amy
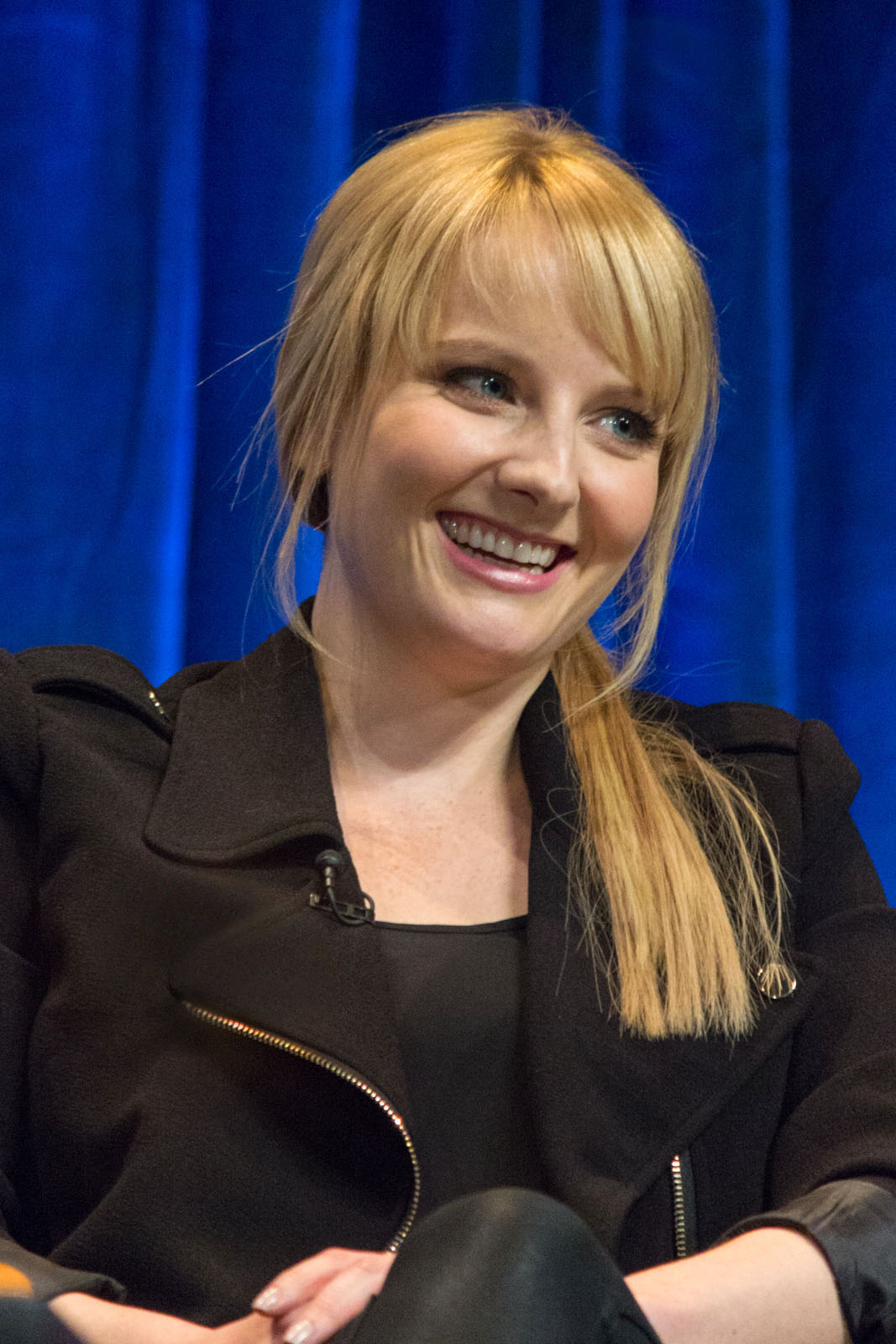
Melissa Rauch como Bernadette

### Elenco y personajes
| Leyenda   |            |              |            |
| Principal | Recurrente | Invitado (a) | No aparece |

| Actor/Actriz           | Personaje                    | Temporada              | Temporada              | Temporada              | Temporada              | Temporada              | Temporada              | Temporada              | Temporada              | Temporada              | Temporada              | Temporada              | Temporada              | Eps.                   |
| Actor/Actriz           | Personaje                    | 01                     | 02                     | 03                     | 04                     | 05                     | 06                     | 07                     | 08                     | 09                     | 10                     | 11                     | 12                     | Eps.                   |
| Personajes principales | Personajes principales       | Personajes principales | Personajes principales | Personajes principales | Personajes principales | Personajes principales | Personajes principales | Personajes principales | Personajes principales | Personajes principales | Personajes principales | Personajes principales | Personajes principales | Personajes principales |
| ---------------------- | ---------------------------- | ---------------------- | ---------------------- | ---------------------- | ---------------------- | ---------------------- | ---------------------- | ---------------------- | ---------------------- | ---------------------- | ---------------------- | ---------------------- | ---------------------- | ---------------------- |
| Johnny Galecki         | Leonard Hofstadter           |                        |                        |                        |                        |                        |                        |                        |                        |                        |                        |                        |                        | 279                    |
| Jim Parsons            | Sheldon Cooper               |                        |                        |                        |                        |                        |                        |                        |                        |                        |                        |                        |                        | 279                    |
| Kaley Cuoco            | Penny                        |                        |                        |                        |                        |                        |                        |                        |                        |                        |                        |                        |                        | 279                    |
| Simon Helberg          | Howard Wolowitz              |                        |                        |                        |                        |                        |                        |                        |                        |                        |                        |                        |                        | 279                    |
| Kunal Nayyar           | Raj Koothrappali             |                        |                        |                        |                        |                        |                        |                        |                        |                        |                        |                        |                        | 279                    |
| Melissa Rauch          | Bernadette Rostenkowski      |                        |                        |                        |                        |                        |                        |                        |                        |                        |                        |                        |                        | 209                    |
| Mayim Bialik           | Amy Farrah Fowler            |                        |                        |                        |                        |                        |                        |                        |                        |                        |                        |                        |                        | 203                    |
| Personajes recurrentes |                              |                        |                        |                        |                        |                        |                        |                        |                        |                        |                        |                        |                        |                        |
| Kevin Sussman          | Stuart Bloom                 |                        |                        |                        |                        |                        |                        |                        |                        |                        |                        |                        |                        | 84                     |
| Carol Ann Susi (voz)   | Sra. Debbie Wolowitz         |                        |                        |                        |                        |                        |                        |                        |                        |                        |                        |                        |                        | 40                     |
| John Ross Bowie        | Barry Kripke                 |                        |                        |                        |                        |                        |                        |                        |                        |                        |                        |                        |                        | 25                     |
| Sara Gilbert           | Leslie Winkle                |                        |                        |                        |                        |                        |                        |                        |                        |                        |                        |                        |                        | 9                      |
| Laura Spencer          | Emily Sweeney                |                        |                        |                        |                        |                        |                        |                        |                        |                        |                        |                        |                        | 17                     |
| Brian George           | Sr. Koothrappali             |                        |                        |                        |                        |                        |                        |                        |                        |                        |                        |                        |                        | 16                     |
| Alice Amter            | Sra. Koothrapali             |                        |                        |                        |                        |                        |                        |                        |                        |                        |                        |                        |                        | 10                     |
| Laurie Metcalf         | Mary Cooper                  |                        |                        |                        |                        |                        |                        |                        |                        |                        |                        |                        |                        | 14                     |
| Vernee Watson-Johnson  | Althea Davis                 |                        |                        |                        |                        |                        |                        |                        |                        |                        |                        |                        |                        | 5                      |
| Mark Harelik           | Eric Gablehauser             |                        |                        |                        |                        |                        |                        |                        |                        |                        |                        |                        |                        | 5                      |
| Brian Patrick Wade     | Kurt                         |                        |                        |                        |                        |                        |                        |                        |                        |                        |                        |                        |                        | 3                      |
| Courtney Henggeler     | Missy Cooper                 |                        |                        |                        |                        |                        |                        |                        |                        |                        |                        |                        |                        | 3                      |
| Christine Baranski     | Beverly Hofstadter           |                        |                        |                        |                        |                        |                        |                        |                        |                        |                        |                        |                        | 16                     |
| Sara Rue               | Stephanie Barnett            |                        |                        |                        |                        |                        |                        |                        |                        |                        |                        |                        |                        | 3                      |
| Riki Lindhome          | Ramona Nowitzki              |                        |                        |                        |                        |                        |                        |                        |                        |                        |                        |                        |                        | 3                      |
| Wil Wheaton            | Wil Wheaton                  |                        |                        |                        |                        |                        |                        |                        |                        |                        |                        |                        |                        | 17                     |
| Brian Thomas Smith     | Zack Johnson                 |                        |                        |                        |                        |                        |                        |                        |                        |                        |                        |                        |                        | 11                     |
| Joshua Malina          | Presidente Siebert           |                        |                        |                        |                        |                        |                        |                        |                        |                        |                        |                        |                        | 14                     |
| Aarti Mann             | Priya Koothrappali           |                        |                        |                        |                        |                        |                        |                        |                        |                        |                        |                        |                        | 12                     |
| Keith Carradine        | Wyatt                        |                        |                        |                        |                        |                        |                        |                        |                        |                        |                        |                        |                        | 5                      |
| Stephen Hawking        | Stephen Hawking              |                        |                        |                        |                        |                        |                        |                        |                        |                        |                        |                        |                        | 11                     |
| Mike Massimino         | Mike Massimino               |                        |                        |                        |                        |                        |                        |                        |                        |                        |                        |                        |                        | 6                      |
| Casey Sandler          | Mike Rostenkowski            |                        |                        |                        |                        |                        |                        |                        |                        |                        |                        |                        |                        | 6                      |
| Pasha D. Lychnikoff    | Dimitri Rezinov              |                        |                        |                        |                        |                        |                        |                        |                        |                        |                        |                        |                        | 2                      |
| Meagen Fay             | Sra. Rostenkowski            |                        |                        |                        |                        |                        |                        |                        |                        |                        |                        |                        |                        | 2                      |
| Josh Brener            | Dale                         |                        |                        |                        |                        |                        |                        |                        |                        |                        |                        |                        |                        | 2                      |
| Brian Posehn           | Bert Kibbler                 |                        |                        |                        |                        |                        |                        |                        |                        |                        |                        |                        |                        | 14                     |
| Regina King            | Janine Davis                 |                        |                        |                        |                        |                        |                        |                        |                        |                        |                        |                        |                        | 5                      |
| Kate Micucci           | Lucy                         |                        |                        |                        |                        |                        |                        |                        |                        |                        |                        |                        |                        | 11                     |
| Bob Newhart            | Arthur Jeffries/Prof. Proton |                        |                        |                        |                        |                        |                        |                        |                        |                        |                        |                        |                        | 7                      |
| Margo Harshman         | Alex Jensen                  |                        |                        |                        |                        |                        |                        |                        |                        |                        |                        |                        |                        | 4                      |
| Stephen Root           | Dan                          |                        |                        |                        |                        |                        |                        |                        |                        |                        |                        |                        |                        | 2                      |
| Alessandra Torresani   | Claire                       |                        |                        |                        |                        |                        |                        |                        |                        |                        |                        |                        |                        | 5                      |
| Stephen Merchant       | Dave Gibbs                   |                        |                        |                        |                        |                        |                        |                        |                        |                        |                        |                        |                        | 3                      |
| Judd Hirsch            | Alfred Hofstadter            |                        |                        |                        |                        |                        |                        |                        |                        |                        |                        |                        |                        | 2                      |
| June Squibb            | Meemaw                       |                        |                        |                        |                        |                        |                        |                        |                        |                        |                        |                        |                        | 2                      |
| Dean Norris            | Coronel Richard Williams     |                        |                        |                        |                        |                        |                        |                        |                        |                        |                        |                        |                        | 6                      |
| Lauren Lapkus          | Denise                       |                        |                        |                        |                        |                        |                        |                        |                        |                        |                        |                        |                        | 8                      |
| Jerry O'Connell        | George Cooper Jr.            |                        |                        |                        |                        |                        |                        |                        |                        |                        |                        |                        |                        | 4                      |
| Kathy Bates            | Sra. Fowler                  |                        |                        |                        |                        |                        |                        |                        |                        |                        |                        |                        |                        | 4                      |
| Teller                 | Larry Fowler                 |                        |                        |                        |                        |                        |                        |                        |                        |                        |                        |                        |                        | 3                      |
| Rati Gupta             | Anu                          |                        |                        |                        |                        |                        |                        |                        |                        |                        |                        |                        |                        | 9                      |
| Sean Astin             | Dr. Greg Pemberton           |                        |                        |                        |                        |                        |                        |                        |                        |                        |                        |                        |                        | 5                      |
| Kal Penn               | Dr. Kevin Campbell           |                        |                        |                        |                        |                        |                        |                        |                        |                        |                        |                        |                        | 5                      |
| Lindsay Kraft          | Marissa                      |                        |                        |                        |                        |                        |                        |                        |                        |                        |                        |                        |                        | 2                      |
| Lance Barber           | George Cooper Sr             |                        |                        |                        |                        |                        |                        |                        |                        |                        |                        |                        |                        | 1                      |

## Producción
El episodio piloto del programa se estrenó el 24 de septiembre de 2007. Este fue el segundo piloto producido para la serie. Se produjo un piloto diferente para la temporada de televisión 2006-07 pero nunca se emitió. La estructura del piloto sin aire original era sustancialmente diferente de la forma actual de la serie. Los únicos personajes retenidos en ambos pilotos fueron Leonard (Johnny Galecki) y Sheldon (Jim Parsons), que llevan el nombre de Sheldon Leonard, una figura de larga data en la televisión episódica como productor, director y actor. Althea (Vernee Watson) fue un personaje presentado tanto en los pilotos como en el primer episodio de la serie. Dos protagonistas femeninas fueron la actriz canadiense Amanda Walsh como Katie, «una mujer endurecida por las calles, dura como las uñas con un interior vulnerable», e Iris Bahr como Gilda, una colega científica y amiga de los personajes masculinos. Sheldon y Leonard conocen a Katie después de que ella termina con un novio y la invitan a compartir su departamento. Gilda está amenazada por la presencia de Katie. Las audiencias de prueba reaccionaron negativamente a Katie, pero les gustaban Sheldon y Leonard. El piloto original usó el tema de Thomas Dolby «She Blinded Me with Science» como cortina musical.
Si bien el piloto original no fue recogido, sus creadores tuvieron la oportunidad de rediseñarlo y producir un segundo piloto. Trajeron el elenco restante y volvieron a adaptar la serie a su formato final. Katie fue reemplazada por Penny (Kaley Cuoco). El piloto original nunca se ha lanzado oficialmente, pero ha circulado en Internet. Sobre la evolución del programa, Chuck Lorre dijo: «Hicimos el "Big Bang Pilot" hace unos dos años y medio, y apestaba… pero había dos cosas notables que funcionaban perfectamente, y ese era Johnny y Jim. Reescribimos el asunto por completo y luego fuimos bendecidos con Kaley, Simon y Kunal». En cuanto a si el mundo alguna vez verá el piloto original en un futuro lanzamiento de DVD, Lorre dijo: «Wow, eso sería algo. Ya veremos. Demuestra tus fallas…».
El primer y segundo piloto de The Big Bang Theory fueron dirigidos por James Burrows, quien no continuó con la serie. El segundo piloto reelaborado dio lugar a un pedido de 13 episodios por CBS el 14 de mayo de 2007. Antes de su transmisión en CBS, el episodio piloto se distribuyó en iTunes de forma gratuita. El programa se estrenó el 24 de septiembre de 2007 y fue recogido durante una temporada completa de 22 episodios el 19 de octubre de 2007. La serie se filmaba frente a una audiencia en vivo, y fue producido por Warner Bros. Television y Chuck Lorre Productions. La producción se detuvo el 6 de noviembre de 2007 debido a la huelga del Sindicato de Guionistas de los Estados Unidos. Casi tres meses después, el 4 de febrero de 2008, la serie fue temporalmente reemplazada por una serie de comedia de corta duración, Welcome to The Captain. La serie regresó el 17 de marzo de 2008, en un intervalo de tiempo anterior y finalmente solo se grabaron 17 episodios para la primera temporada.
Después de que la huelga terminó, el programa fue confirmado para una segunda temporada, transmitiéndose en la temporada 2008-2009, estrenando en el mismo horario el 22 de septiembre de 2008. Con el aumento de las calificaciones, el programa recibió una renovación de dos años durante la temporada 2010-11 en 2009. En 2011, la serie fue renovada por tres temporadas más. En marzo de 2014, el programa se renovó por tres años más hasta la temporada 2016-17. Esta fue la segunda vez que la serie obtenía una renovación de tres años. En marzo de 2017, la serie se renovó por dos temporadas adicionales, sumando un total de 12, y pasando por la temporada televisiva 2018-19.
David Saltzberg, profesor de física y astronomía en la Universidad de California, Los Ángeles, revisaba los guiones y ofrece diálogo, ecuaciones matemáticas y diagramas utilizados como accesorios. Según el productor ejecutivo y cocreador Bill Prady, «estamos trabajando para darle a Sheldon un problema real en el que va a estar trabajando durante la primera temporada, así que hay progreso real en las juntas… Hemos trabajado duro para obtener toda la ciencia correcta».
Varios de los actores de The Big Bang Theory previamente trabajaron juntos en la comedia Roseanne, incluyendo a Johnny Galecki, Sara Gilbert, Laurie Metcalf (que interpreta a la madre de Sheldon, Mary Cooper) y Meagen Fay (que interpreta a la madre de Bernadette). Además, Lorre fue escritor en la serie durante varias temporadas.

### Canción

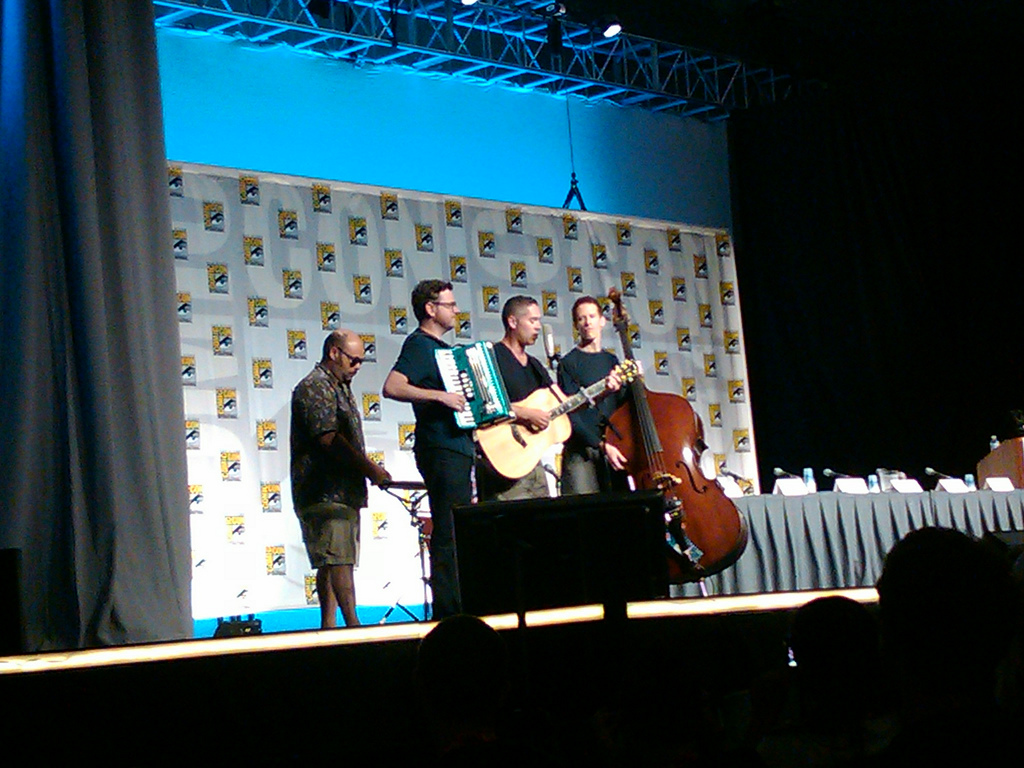
Barenaked Ladies interpretando el tema principal de The Big Bang Theory.

La banda Barenaked Ladies canta la canción introductoria de cada capítulo, llamada «History of Everything», la cual relata desde el origen del universo y algunos hitos de la historia humana. En octubre de 2007 Barenaked Ladies hizo la versión completa (1 minuto 45 segundos) de la canción usando una mano dibujando en vez de las imágenes de la cabecera de la serie. Lorre y Prady pidieron al cantante principal, Ed Robertson, que escribiera un tema para el programa después de que los productores asistieran a uno de los conciertos de la banda en Los Ángeles. Por coincidencia, Robertson había leído recientemente el libro de Simon Singh, Big Bang, y en el concierto improvisó un rap de estilo libre sobre los orígenes del universo. Lorre y Prady lo llamaron poco después y le pidieron que escribiera el tema musical después de haber sido invitado a escribir canciones para otras películas y programas, pero terminó siendo rechazado porque los productores favorecían canciones de otros artistas, Robertson acordó escribir el tema solo tras saber que Lorre y Prady no le habían preguntado a nadie más.

### Salarios de los actores
Durante las primeras tres temporadas, Galecki, Parsons y Cuoco, las tres estrellas principales de la serie, recibieron como máximo 60 000 dólares por episodio. El salario de los tres subió a 200 000 dólares por episodio para la cuarta temporada. Su paga por episodio aumentó en 50 000 dólares adicionales en cada una de las siguientes tres temporadas, culminando en 350 000 dólares por episodio en la séptima temporada.  En septiembre de 2013, Bialik y Rauch renegociaron los contratos que tenían desde que se presentaron a la serie en 2010. En sus contratos anteriores, cada uno ganaba entre 20 000 y 30 000 por episodio, mientras que los contratos nuevos se duplicaron, comenzando en 60 000 dólares por episodio, aumentando constantemente hasta 100 000 por episodio al final del contrato, así como agregar otro año para ambos.
En la séptima temporada, Galecki, Parsons y Cuoco también recibían el 0,25% del dinero de la serie. Antes de que la producción comenzara en la octava temporada, los tres más Helberg y Nayyar, buscaron renegociar nuevos contratos, con Galecki, Parsons y Cuoco buscando alrededor de un millón de dólares por episodio, así como más dinero de back-end.  Los contratos se firmaron a principios de agosto de 2014, dando a los tres actores principales un estimado de 1 millón de dólares por episodio durante tres años, con la posibilidad de extender por un cuarto año. Las ofertas también incluyen piezas más grandes de la serie, la firma de bonos, ofertas de producción y avances hacia el back-end. Helberg y Nayyar también fueron capaces de renegociar sus contratos, otorgándoles un pago por episodio en el «rango de seis cifras», por encima de los 100 000 dólares por episodio que recibieron en años anteriores. El dúo, que buscaba paridad salarial con Parsons, Galecki y Cuoco, firmó sus contratos después de que el estudio y los productores amenazaran con sacar a los personajes de la serie si no se podía llegar a un acuerdo antes del inicio de la producción en la temporada ocho. En la temporada 10, Helberg y Nayyar alcanzaron la paridad de un millón de dólares por episodio con Parsons, Galecki y Cuoco, debido a una cláusula en sus acuerdos firmados en 2014.
En marzo de 2017, los principales miembros del elenco (Galecki, Parsons, Cuoco, Helberg y Nayyar) obtuvieron un recorte salarial del 10% para permitir a Bialik y Rauch un aumento en sus ganancias. Esto puso a Galecki, Parsons, Cuoco, Helberg y Nayyar en 900 000 dólares por episodio, con Parsons, Galecki y Helberg recibiendo también acuerdos generales con Warner Bros. Television. A fines de abril, Bialik y Rauch habían firmado acuerdos para ganar 500 000 dólares por episodio, cada uno, y las ofertas también incluían un componente de desarrollo separado para ambos actores. El trato fue un aumento de los 175 000-200 000 dólares que el dúo había estado haciendo por episodio.

## Temas y elementos recurrentes

### Ciencia
Gran parte de la serie se centra en la ciencia, especialmente la física. Los cuatro personajes masculinos principales están empleados en Caltech y tienen ocupaciones relacionadas con la ciencia, al igual que Bernadette y Amy. Los personajes frecuentemente bromean sobre teorías científicas o noticias (especialmente al comienzo del programa) y hacen chistes relacionados con la ciencia.
La ciencia también ha interferido con las vidas románticas de los personajes. Leslie termina con Leonard cuando se alía con Sheldon en su apoyo a la teoría de cuerdas en lugar de a la gravedad cuántica de bucle. Cuando Leonard se une a Sheldon, Raj y Howard en un viaje de investigación ártico de tres meses, separa a Leonard y Penny en un momento en que su relación está en ciernes. Cuando Bernadette se interesa por el trabajo de Leonard, envidia tanto a Penny como a Howard y Howard se enfrenta a Leonard, y Penny le pide a Sheldon que le enseñe física. Sheldon y Amy también terminan brevemente su relación después de una discusión sobre cuál de sus campos es superior.
David Saltzberg, que tiene un doctorado en física, se ha desempeñado como asesor científico del programa durante seis temporadas y asiste a todas las grabaciones. Mientras que Saltzberg conoce la física, a veces necesita ayuda de Mayim Bialik, que tiene un doctorado en neurociencia. Saltzberg ve versiones tempranas de guiones que necesitan información científica añadida, y también señala dónde los escritores, a pesar de su conocimiento de la ciencia, han cometido un error. Por lo general, no es necesario durante una grabación a menos que haya mucha ciencia, especialmente la pizarra.

### Ciencia ficción y fantasía

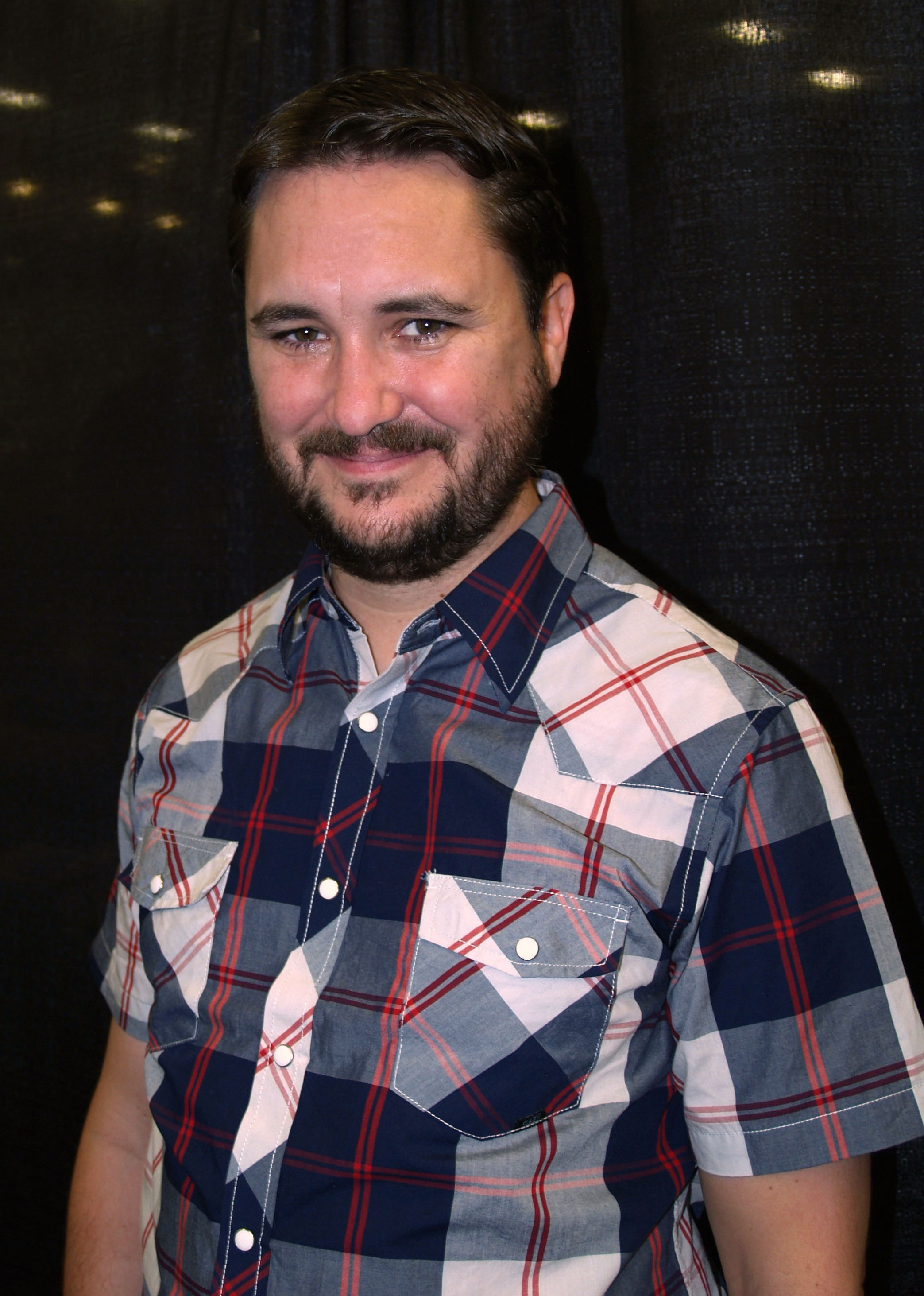
Wil Wheaton, actor de Star Trek: La nueva generación, tiene un papel secundario como una versión ficticia de sí mismo en el programa.

Los cuatro personajes masculinos principales son todos ávidos fanáticos de la ciencia ficción, fantasía y cómic y coleccionistas de recuerdos.
Star Trek en particular se menciona con frecuencia y Sheldon se identifica fuertemente con el personaje de Spock, tanto que cuando Penny le da una servilleta usada firmada por Leonard Nimoy como regalo de Navidad, se siente abrumado por la emoción y la gratitud («¡¿Poseo el ADN de Leonard Nimoy?!»).  El miembro del elenco de la serie original, George Takei, hizo un cameo y Leonard Nimoy hizo un cameo como la voz de la figura de acción vintage del Sr. Spock de Sheldon, ambos cameos estaban en secuencias de sueños. Los miembros del elenco de La nueva generación, Brent Spiner y LeVar Burton han tenido cameos como ellos mismos mientras que Wil Wheaton tiene un papel secundario como una versión ficticia de sí mismo.
También son fanes de Star Wars, Battlestar Galactica y Doctor Who. En el episodio The Ornithophobia Diffusion, cuando hay un retraso para ver Star Wars en Blu-ray, Howard se queja: «Si no comenzamos pronto, George Lucas lo va a cambiar nuevamente», refiriéndose a la polémica de Lucas con las alteraciones de las películas, y en The Hot Troll Deviation, Katee Sackhoff, de Battlestar Galactica, apareció como la fantasía de Howard. Los personajes tienen diferentes gustos en lo que respecta a las franquicias, como Sheldon alabando a Firefly pero desaprobando el disfrute de Leonard por Babylon 5.  Con respecto a la fantasía, los cuatro hacen referencias frecuentes a El Señor de los Anillos y las novelas y películas de Harry Potter. Además, Howard puede hablar sindarin, uno de los dos lenguajes élficos de El Señor de los Anillos.
El miércoles por la noche es la «noche del cómic», designada por el grupo porque ese es el día de la semana en que se lanzan los cómics nuevos. La tienda de cómics está dirigida por el compañero geek y personaje secundario Stuart. En varias ocasiones, los miembros del grupo se disfrazaron como personajes de la cultura pop, como The Flash, Aquaman, Frodo Bolsón, Superman, Batman, Spock, The Doctor, Green Lantern y Thor. Como consecuencia de perder una apuesta con Stuart y Wil Wheaton, los miembros del grupo se ven obligados a visitar la tienda de cómics disfrazados de Catwoman, Wonder Woman, Batgirl y Supergirl. DC Comics anunció que para promocionar sus cómics, la compañía patrocinará a Sheldon con camisetas Green Lantern.
Varios juegos han sido presentados o referenciados en la serie, por ejemplo World of Warcraft, Halo, Mario, etc., incluyendo juegos ficticios como Mystic Warlords of Ka'a, que se convirtieron en realidad en 2011 o variaciones de los tradicionales como «piedra-papel-tijera-lagarto-Spock».

### La relación de Leonard y Penny
Una de las líneas argumentales recurrentes es la relación entre Leonard y Penny. Leonard se siente atraído por Penny en el episodio piloto y su necesidad de hacer favores para ella es un punto de humor frecuente en la primera temporada. Mientras tanto, Penny sale con una serie de deportistas musculosos, atractivos, poco inteligentes e insensibles. Su primera relación a largo plazo comienza cuando Leonard regresa de una expedición de tres meses al Polo Norte en el estreno de la temporada 3. Sin embargo, cuando Leonard le dice a Penny que la ama, se da cuenta de que no puede volver a decirlo. Tanto Leonard como Penny continúan saliendo con otras personas; sobre todo con Leonard saliendo con la hermana de Raj, Priya, durante gran parte de la temporada 4. Esta relación se ve comprometida cuando Leonard cree falsamente que Raj se ha acostado con Penny, y finalmente termina cuando Priya duerme con un exnovio en «The Good Guy Fluctuation».
Penny, quien admite haber perdido a Leonard en «The Roommate Transmogrification», acepta su pedido de renovar su relación en «The Beta Test Initiation». Después de que Penny sugiera tener sexo en «The Launch Acceleration», Leonard rompe el ánimo al proponerle matrimonio. Penny dice no pero no termina con él. Ella detiene una propuesta por segunda vez en «The Tangible Affection Proof». En el episodio de la sexta temporada, «The 43 Peculiarity», Penny finalmente le dice a Leonard que lo ama. Aunque ambos sienten celos cuando el otro recibe una atención significativa del sexo opuesto, Penny está lo suficientemente segura en su relación para enviarlo a una emocionante expedición de cuatro meses sin preocuparse en «The Bon Voyage Reaction». Después de que Leonard regresa, su relación florece en la séptima temporada. En el penúltimo episodio «The Gorilla Dissolution», Penny admite que deberían casarse y cuando Leonard se da cuenta de que habla en serio, propone con un anillo que había estado guardando durante años. Leonard y Penny deciden escaparse a Las Vegas en el final de la temporada 8, pero de antemano, sin secretos, Leonard admite haber besado a otra mujer, Mandy Chow (Melissa Tang), mientras se encontraba en una expedición en el Mar del Norte. A pesar de esto, Leonard y Penny finalmente se casan en el estreno de la temporada 9.

### La relación de Sheldon y Amy
En el final de la tercera temporada, Raj y Howard buscan a una mujer compatible con Sheldon y descubren a la neurobióloga Amy Farrah Fowler. Al igual que él, ella tiene un historial de ineptitud social y participa en citas en línea solo para cumplir un acuerdo con su madre. Esto genera una historia en la que Sheldon y Amy se comunican a diario mientras insisten con Leonard y Penny en que no están involucrados románticamente. En The Dissection Agreement», Sheldon y Amy hablan en su apartamento después de una noche de baile y ella lo besa en la boca. En vez de enfadarse, Sheldon dice «fascinante» y luego le pide a Amy que sea su novia en «The Flaming Spittoon Acquisition». La misma noche redacta el «Acuerdo de relación» para verificar las reglas básicas de él como su novio y viceversa (similar a su «Acuerdo de compañero de habitación» con Leonard). Amy acepta, pero después lamenta no haber tenido un abogado que lo haya leído.
En el episodio «The Launch Acceleration», Amy intenta usar su «bolsa de trucos de neurobiología» para aumentar la atracción entre ella y Sheldon. En el último episodio de la quinta temporada «The Countdown Reflection», Sheldon coge la mano de Amy mientras Howard se lanza al espacio. En el primer episodio de la sexta temporada «The Date Night Variable», después de una cena en la que Sheldon no cumple con esta expectativa, Amy le da a Sheldon un ultimátum de que su relación ha terminado a menos que le cuente algo de corazón. Amy acepta el discurso romántico de Sheldon incluso después de enterarse de que es una frase de la primera película de Spider-Man. En «The Cooper / Kripke Inversion», Sheldon afirma que ha estado trabajando en su incomodidad por el contacto físico y admite que «es posible» que un día pueda tener relaciones sexuales con Amy. Se revela que Amy tiene sentimientos similares en «The Love Spell Potential». Sheldon explica que nunca pensó en la intimidad con nadie antes que Amy.
«The Locomotive Manipulation» es el primer episodio en el que Sheldon besa a Amy. Aunque inicialmente se realizó en un ataque de sarcasmo, descubre que disfruta de la sensación. En consecuencia, Sheldon comienza a abrirse lentamente durante el resto de la temporada, y comienza una relación más íntima con Amy. Sin embargo, en el final de temporada, Sheldon se va temporalmente para hacer frente a varios cambios y Amy se angustia. Sin embargo, en «The Prom Equivalency», se esconde en su habitación para evitar ir a una recreación simulada de baile de graduación con ella. En el enfrentamiento resultante, Amy está a punto de confesar que ama a Sheldon, pero él la sorprende al decir que la ama también. Esto provoca que Amy tenga un ataque de pánico.
En la final de la temporada ocho, Sheldon y Amy entran en una pelea por el compromiso en su quinto aniversario. Amy le dice a Sheldon que necesita pensar sobre el futuro de su relación, sin saber que Sheldon estaba a punto de proponerle matrimonio. La temporada nueve ve a Sheldon acosando a Amy para que decida hasta que ella termine con él. Ambos luchan con la soltería y tratan de ser amigos durante las próximas semanas hasta que se reúnan en el episodio diez y tengan relaciones sexuales por primera vez en el cumpleaños de Amy.
En el estreno de la temporada once, Sheldon le propone matrimonio a Amy y ella acepta.
Durante el transcurso de la temporada once, se ponen en marcha los preparativos para la boda de ambos, así como el anuncio del compromiso a sus respectivos familiares y el envío de las invitaciones a estos últimos, a pesar de todos los obstáculos que se presentan durante esta temporada, el episodio final de esta, narra los sucesos del día de la boda, junto con la afinación de los últimos detalles de la celebración, concluyendo el episodio con Amy y Sheldon finalmente casándose y marchándose de luna de miel.

### La madre de Howard
En escenas ambientadas en la casa de Howard, él interactúa con su madre rara vez vista (expresada por Carol Ann Susi hasta su muerte) gritando de habitación en habitación en la casa. De manera similar, interactúa con otros personajes de esta manera. Ella refleja el estereotipo de la madre judía de alguna manera, como ser demasiado controlador de la vida adulta de Howard y, a veces, tratar de hacerle sentir culpable por causarle problemas. Ella depende de Howard, ya que ella le pide que la ayude con su peluca y su maquillaje por la mañana. Howard, a su vez, está apegado a su madre hasta el punto de que todavía le corta la carne, lo lleva al dentista, le lava la ropa y lo «funda» cuando regresa a casa después de mudarse brevemente. Hasta el matrimonio de Howard con Bernadette en la quinta temporada final, la situación anterior de Howard llevó a la madre psiquiatra de Leonard a especular que podría padecer algún tipo de patología, y Sheldon a referirse a su relación como edípico. En la temporada 8, la madre de Howard muere mientras duerme en Florida, lo que devasta a Howard y Stuart, el cual vivió brevemente con la señora Wolowitz.

### Tarjetas de vanidad
Como la mayoría de las series creados por Chuck Lorre, The Big Bang Theory termina mostrando una tarjeta de vanidad escrita por Lorre después de los créditos, seguida por el logotipo de cierre de Warner Bros. Television. Estas tarjetas se archivan en el sitio web de Lorre.

### Soft Kitty
En la serie, la canción Soft Kitty —dulce gatito— fue descrita por Sheldon como una canción cantada por su madre cuando estaba enfermo. Su uso repetido en la serie popularizó la canción. La escena que presenta el origen de la canción en la infancia de Sheldon se interpreta en el episodio A Sneeze, Detention, and Sissy Spacek de El joven Sheldon, que se emitió el 1 de febrero de 2018. Muestra a la madre de Sheldon, Mary, cantando la canción a su hijo, que tiene gripe.

## Doblaje al español
| Personaje               | Actor original (Estados Unidos) | Actor de doblaje (Hispanoamérica)                      | Actor de doblaje (España)               |
| ----------------------- | ------------------------------- | ------------------------------------------------------ | --------------------------------------- |
| Leonard Hofstadter      | Johnny Galecki                  | Gabriel Cobayassi                                      | Jesús Alberto Pinillos                  |
| Sheldon Cooper          | Jim Parsons                     | Luis Alfonso Mendoza †                                 | Fernando Cabrera                        |
| Penny                   | Kaley Cuoco                     | Mireya Mendoza (temps. 1-10)                           | Mar Bordallo                            |
| Penny                   | Kaley Cuoco                     | Mildred Barrera (temps. 10-12)                         | Mar Bordallo                            |
| Howard Wolowitz         | Simon Helberg                   | Irwin Daayán (temps. 1-10)                             | Iván Jara                               |
| Howard Wolowitz         | Simon Helberg                   | Armando Guerrero (temps. 10-12)                        | Iván Jara                               |
| Rajesh Koothrappali     | Kunal Nayyar                    | Alfredo Leal (temps. 1-4)                              | Álvaro Navarro                          |
| Rajesh Koothrappali     | Kunal Nayyar                    | Miguel Ángel Leal (temps. 5-12) (Redoblaje temps. 1-4) | Álvaro Navarro                          |
| Bernadette Rostenkowski | Melissa Rauch                   | Gwendolyne Flores                                      | Cristina Yuste                          |
| Amy Farrah Fowler       | Mayim Bialik                    | Gaby Ugarte (temps. 3-5)                               | Marta García (†) (temps. 3-6)           |
| Amy Farrah Fowler       | Mayim Bialik                    | Jessica Ángeles (temps. 6-10) (Redoblaje temps. 3-4)   | Isabel Fernández Avanthay (temps. 6-12) |
| Amy Farrah Fowler       | Mayim Bialik                    | Cynthia Chong (temps. 10-12)                           | Isabel Fernández Avanthay (temps. 6-12) |
| Stuart Bloom            | Kevin Sussman                   | Eduardo Ramírez                                        | David Robles                            |
| Leslie Winkle           | Sara Gilbert                    | Toni Rodríguez                                         | Sandra Jara                             |
| Emily Sweeney           | Laura Spencer                   | Diana Alonso                                           | María Blanco                            |

## Temporadas
| Temporadas | Temporadas | Episodios | Estreno en EE. UU.       | Estreno en EE. UU. | Nielsen Ratings en EE. UU. | Nielsen Ratings en EE. UU. | Nielsen Ratings en EE. UU. | Nielsen Ratings en EE. UU. |
| Temporadas | Temporadas | Episodios | Comienzo                 | Final              | Audiencia                  | Audiencia                  | 18-49                      | 18-49                      |
| Temporadas | Temporadas | Episodios | Comienzo                 | Final              | (millones)                 | Posición                   | rating/share               | Posición                   |
| ---------- | ---------- | --------- | ------------------------ | ------------------ | -------------------------- | -------------------------- | -------------------------- | -------------------------- |
|            | 1          | 17        | 24 de septiembre de 2007 | 19 de mayo de 2008 | 8.31                       | 68                         | 3.3/8                      | 46                         |
|            | 2          | 23        | 22 de septiembre de 2008 | 11 de mayo de 2009 | 10.03                      | 40                         | —                          | —                          |
|            | 3          | 23        | 21 de septiembre de 2009 | 24 de mayo de 2010 | 14.22                      | 12                         | 5.3/13                     | 5                          |
|            | 4          | 24        | 23 de septiembre de 2010 | 19 de mayo de 2011 | 13.21                      | 13                         | 4.4/13                     | 7                          |
|            | 5          | 24        | 22 de septiembre de 2011 | 10 de mayo de 2012 | 15.82                      | 8                          | 5.5/17                     | 6                          |
|            | 6          | 24        | 27 de septiembre de 2012 | 16 de mayo de 2013 | 18.68                      | 3                          | 6.2/19                     | 2                          |
|            | 7          | 24        | 26 de septiembre de 2013 | 15 de mayo de 2014 | 19.96                      | 2                          | 6.2/20                     | 2                          |
|            | 8          | 24        | 22 de septiembre de 2014 | 7 de mayo de 2015  | 19.05                      | 2                          | 5.6/17                     | 4                          |
|            | 9          | 24        | 21 de septiembre de 2015 | 12 de mayo de 2016 | 20.36                      | 2                          | 5.8/19                     | 3                          |
|            | 10         | 24        | 19 de septiembre de 2016 | 11 de mayo de 2017 | 18.99                      | 2                          | 4.9/19                     | 3                          |
|            | 11         | 24        | 25 de septiembre de 2017 | 10 de mayo de 2018 | —                          | —                          | —                          | —                          |
|            | 12         | 24        | 24 de septiembre de 2018 | 16 de mayo de 2019 | —                          | —                          | —                          | —                          |

Nota
1. ↑  Como muchas otras series de televisión, la huelga de guionistas de televisión en la temporada 2007-2008 redujo el número de episodios que fueron producidos.

## Recepción

### Recepción de la crítica
La recepción inicial de la serie fue mixta. El sitio web de agregación de opiniones Rotten Tomatoes informó una calificación de aprobación del 55% para la primera temporada con base en las críticas de 22 críticos, con una calificación promedio de 5,18/10. El consenso crítico del sitio web dice: «The Big Bang Theory trae una nueva clase de personaje a la televisión convencional, pero gran parte de la comedia se siente formulista y rígida». En Metacritic, la temporada tiene un puntaje de 57 sobre 100, basado en revisiones de 23 críticos, indicando «revisiones mixtas o promedio».  Las temporadas posteriores recibieron más aclamación y en 2013, TV Guide clasificó a la serie # 52 en su lista de las 60 mejores series de todos los tiempos.

### Índices de audiencia en Estados Unidos
The Big Bang Theory comenzó lentamente en las clasificaciones, sin lograr los primeros 50 en su primera temporada (en el puesto 68) y ocupando el puesto 40 en su segunda temporada. Sin embargo, cuando se estrenó la tercera temporada el 21 de septiembre de 2009, The Big Bang Theory se clasificó como el programa de mayor audiencia de CBS esa noche en el grupo demográfico de personas de 18 a 49 años (4.6 / 10) junto con 12.83 millones de televidentes. Después de las tres primeras temporadas transmitidas en diferentes momentos los lunes por la noche, CBS movió el programa a los jueves a las 8:00 ET para el calendario 2010-2011, para estar en competencia directa con Comedy Block de NBC y American Idol de Fox (en ese momento programa de horario estelar en la televisión estadounidense de 2004 a 2011). Durante su cuarta temporada, se convirtió en la comedia mejor calificada de la televisión, apenas superando al campeón de dos años, Dos hombres y medio. Sin embargo, en el grupo demográfico de 18-49 años (el rango de edad objetivo del programa), fue la segunda comedia mejor calificada, detrás de Modern Family de ABC. La quinta temporada se abrió con una audiencia de más de 14 millones.
La sexta temporada cuenta con algunos de los episodios mejor calificados para el programa hasta ahora, con un nuevo conjunto de la serie entonces nueva con «The Bakersfield Expedition», con 20 millones de espectadores, una primera para la serie, que junto con NCIS, convirtieron a CBS en la primera cadena en tener dos series guionizadas que alcanzaron una audiencia tan grande en la misma semana desde 2007. En la sexta temporada, el programa se convirtió en el programa con guion más visto y visto en el grupo demográfico de 18-49, solo seguido de la cobertura deportiva de NBC Sunday Night Football, y fue la tercera en total de espectadores, detrás de NCIS y Sunday Night Football. La séptima temporada de la serie se abrió con fuerza, continuando con el éxito obtenido en la sexta temporada, con el segundo episodio del estreno, «The Deception Verification», que establece una nueva serie en los televidentes con 20,44 millones.
Showrunner Steve Molaro, quien reemplazó a Bill Prady en la sexta temporada, atribuye parte del éxito del programa a la exposición de la serie en sindicación, particularmente en TBS, mientras Michael Schneider de TV Guide lo atribuye al movimiento del intervalo de tiempo dos temporadas antes. Chuck Lorre y la presidenta de CBS Entertainment, Nina Tassler, también atribuyen el éxito a la influencia de Molaro, en particular a la profundización de la exploración de los personajes regulares firmemente establecidos y sus relaciones interpersonales, como la relación intermitente entre Leonard y Penny. A lo largo de gran parte de la temporada 2012-13, The Big Bang Theory se colocó primero en todas las clasificaciones de sindicación, recibiendo una competencia formidable de solo Judge Judy y Wheel of Fortune (programas de sindicación de primera ejecución). Al final de la temporada televisiva 2012-13, The Big Bang Theory había destronado al juez Judy como el líder de audiencia en toda la programación sindicada con 7.1, Judy descendiendo al segundo lugar para esa temporada con un 7,0. The Big Bang Theory no ocupó el primer lugar en las clasificaciones de sindicación para la temporada de televisión 2013-14, superado por Judge Judy.
The Big Bang Theory con en promedio con 11,6 millones de espectadores.

### Audiencias en Estados Unidos
| Temporada | Horario (ET)                           | Episodios | Primera emisión          | Primera emisión      | Última emisión     | Última emisión       | Ranking | Promedio de espectadores (millones) | Adultos de 18–49 años (promedio) |
| Temporada | Horario (ET)                           | Episodios | Fecha                    | Audiencia (millones) | Fecha              | Audiencia (millones) | Ranking | Promedio de espectadores (millones) | Adultos de 18–49 años (promedio) |
| --------- | -------------------------------------- | --------- | ------------------------ | -------------------- | ------------------ | -------------------- | ------- | ----------------------------------- | -------------------------------- |
| 1         | Lunes 8:30pm (1–8) Lunes 8:00pm (9–17) | 17        | 24 de septiembre de 2007 | —                    | 19 de mayo de 2008 | —                    | 68      | 8.31                                | 3.3/8 (46)                       |
| 2         | Lunes 8:00 p. m.                       | 23        | 22 de septiembre de 2008 | —                    | 11 de mayo de 2009 | —                    | 40      | 10.03                               | TBA                              |
| 3         | Lunes 9:30 p. m.                       | 23        | 21 de septiembre de 2009 | —                    | 24 de mayo de 2010 | —                    | 12      | 14.22                               | 5.3/13 (5)                       |
| 4         | Martes 8:00pm                          | 24        | 23 de septiembre de 2010 | —                    | 19 de mayo de 2011 | —                    | 13      | 13.21                               | 4.4/13 (7)                       |
| 5         | Martes 8:00pm                          | 24        | 22 de septiembre de 2011 | —                    | 10 de mayo de 2012 | —                    | 8       | 15.82                               | 5.5/17 (6)                       |
| 6         | Martes 8:00pm                          | 24        | 27 de septiembre de 2012 | —                    | 16 de mayo de 2013 | —                    | 3       | 18.68                               | 6.2/19 (2)                       |
| 7         | Martes 8:00pm                          | 24        | 26 de septiembre de 2013 | —                    | 15 de mayo de 2014 | —                    | 2       | 19.96                               | 6.2/20 (2)                       |
| 8         | Lunes 8:00pm Jueves 8:00pm             | 24        | 22 de septiembre de 2014 | —                    | 7 de mayo de 2015  | —                    | 2       | 19.05                               | 5.6/17 (4)                       |
| 9         | Lunes 8:00pm Jueves 8:00pm             | 24        | 21 de septiembre de 2015 | —                    | 12 de mayo de 2016 | —                    | 2       | 20.36                               | 5.8/19 (3)                       |
| 10        | Lunes 8:00pm Jueves 8:00pm             | 24        | 19 de septiembre de 2016 | —                    | 11 de mayo de 2017 | —                    | 2       | 18.99                               | 4.9/19 (3)                       |
| 11        | Lunes 8:00pm Jueves 8:00pm             | 24        | 25 de septiembre de 2017 | —                    | 10 de mayo de 2018 | —                    | 1       | 18.63                               | 4.4 (5)                          |
| 12        | Lunes 8:00pm Jueves 8:00pm             | 24        | 24 de septiembre de 2018 | —                    | 16 de mayo de 2019 | —                    | 2       | 17.31                               | 3.6 (6)                          |

### Distribución e índices de audiencia en Reino Unido
El programa debutó en el Reino Unido en Channel 4 el 14 de febrero de 2008. La serie también se mostró como un primer vistazo en el E4 digital de Channel 4 antes de la emisión del canal principal. Si bien las clasificaciones del programa no se consideraron lo suficientemente fuertes para el canal principal, se consideraron lo contrario para E4. En cada temporada siguiente, todos los episodios se estrenaron en E4, y solo se emitieron en el canal principal en repetidas ocasiones, generalmente los fines de semana por la mañana. A partir de la tercera temporada, el programa se emitió en dos partes, dividiendo la emisión para poder emitir nuevos episodios durante más tiempo a lo largo del año. Esto se debió al aumento de los índices de audiencia. La primera parte comenzó a emitirse el 17 de diciembre de 2009 a las 21:00, mientras que la segunda, que contenía los once episodios restantes, comenzó a emitirse en el mismo horario a partir del 6 de mayo de 2010. La primera mitad de la cuarta temporada comenzó a transmitirse el 4 de noviembre de 2010, a las 9:00 p. m., atrayendo a 877 000 espectadores, con otros 256 000 viendo el servicio E4 + 1 hora. Esto le dio a la serie un total general de 1.13 millones de espectadores, por lo que es el programa más visto de E4 para esa semana. El aumento de las calificaciones continuó en las semanas siguientes.
La segunda mitad de la cuarta temporada comenzó el 30 de junio de 2011. La temporada 5 comenzó a transmitirse el 3 de noviembre de 2011 a las 8:00 p. m. como parte de los Comedy Thursdays de E4, actuando como un adelanto de la comedia más nueva del canal, Perfect Couples. El episodio 19, el episodio más visto de la temporada, atrajo a 1,4 millones de espectadores. La temporada 6 se estrenó el 15 de noviembre de 2012, con 1,89 millones de espectadores y otros 469 000 en el canal en diferido, lo que elevó el total a 2,31 millones, el índice de audiencia más alto de E4 en 2012 y el más alto recibido desde junio de 2011. El sexto la temporada volvió a mediados de 2013 para terminar de transmitir los episodios restantes. La temporada 7 se estrenó en E4 el 31 de octubre de 2013 a las 8:30 p. m. y alcanzó varios récords de audiencia esta temporada. La segunda mitad de la temporada siete se emitió a mediados de 2014. La octava temporada se estrenó en E4 el 23 de octubre de 2014 a las 8:30 p. m. Durante su octava temporada, The Big Bang Theory compartió sus 8:30 p. m. periodo de tiempo con la comedia de CBS, 2 Broke Girls. Tras la emisión de los primeros ocho episodios de la cuarta temporada de ese programa, la serie regresó para terminar transmitiendo su octava temporada el 19 de marzo de 2015.
Netflix UK & Ireland anunciaron el 13 de febrero de 2016 que las temporadas 1-8 estarían disponibles para transmitir desde el 15 de febrero de 2016.

### Índices de audiencia en Canadá
The Big Bang Theory comenzó silenciosamente en Canadá, pero logró cosechar grandes éxitos en temporadas posteriores. Big Bang Theory se transmite por todo Canadá a través de CTV Television Network en sustitución simultánea con afiliados transfronterizos de CBS. Ahora inmensamente popular en Canadá, The Big Bang Theory también se retransmite diariamente en el canal de cable canadiense The Comedy Network.
El estreno de la temporada 4 obtuvo un estimado de 3,1 millones de espectadores en todo Canadá. Esta es la audiencia más grande para una comedia de situación desde el final de la serie Friends (12,4 millones de espectadores). The Big Bang Theory ha avanzado y ahora se ha convertido en el programa de televisión de entretenimiento más visto en Canadá.

## Emisión
The Big Bang Theory se estrenó en los Estados Unidos el 24 de septiembre de 2007 en la CBS. El estreno en Canadá fue en CTV en septiembre de 2007. El 14 de febrero de 2008, la serie comenzó a emitirse en el Reino Unido en los canales E4 y Channel 4. En Australia, las primeras siete temporadas de la serie llegaron a Seven Network y 7mate en octubre de 2015 y también obtuvieron los derechos de la temporada 8 en 2016, aunque el canal Nine obtuvo los derechos para las temporadas nueve y diez. El 22 de enero de 2018, se anunció que Nine había adquirido los derechos de las ocho temporadas anteriores.

### Redifusión ystreaming
En mayo de 2010, se informó que el programa había sido seleccionado para su sindicación, principalmente entre las estaciones operadas por Fox y otras estaciones locales, y que TBS, la cadena hermana de Warner Bros. Television, poseía los derechos de sindicación. Aunque no se han revelado los detalles del acuerdo de sindicación, se informó que este estableció un precio récord para la adquisición de los derechos de redifusión de una comedia de situación por cable».
El 17 de septiembre de 2019, como parte de una extensión del acuerdo con TBS hasta 2028, el entonces próximo servicio de streaming de Warner Bros., HBO Max, adquirió los derechos exclusivos de transmisión de la serie. En diciembre de 2024, se anunció que la empresa matriz de CBS, Paramount Global, había adquirido los derechos de cable no exclusivos de The Big Bang Theory para Nick at Nite y MTV, a partir del 24 de diciembre de 2024 y el 1 de enero de 2025 respectivamente; Deadline Hollywood informó que el contrato actual con TBS había hecho que los derechos de televisión lineal no fueran exclusivos, lo que les permitía compartirlos con otras emisoras. A partir de 2025, The Big Bang Theory comenzó a estar disponible en Disney+ en ciertas regiones a través de la sección Star junto con su spin-off El joven Sheldon en una decisión sin precedentes.

## Comercialización
El 16 de marzo de 2014, un proyecto Lego Ideas que retrata la escena de la sala de estar en estilo Lego con el elenco principal como minifiguras llegó a 10 000 seguidores en la plataforma, lo que lo calificó como un conjunto oficial del consejo de revisión de Lego Ideas. El 7 de noviembre de 2014, Lego Ideas aprobó el diseño y comenzó a refinarlo. El set fue lanzado en agosto de 2015, con una preventa exclusiva que se lleva a cabo en el San Diego Comic-Con International.

## Ramificaciones

### Serie plagiada
Mediante el uso de sus tarjetas de vanidad al final de los episodios, Lorre alegó que el programa había sido plagiado por un programa producido y transmitido en Bielorrusia. Oficialmente titulado Теоретики (The Theorists), el programa presenta «clones» de los personajes principales, una secuencia de apertura similar, y lo que parece ser una traducción rusa muy cercana de los guiones. Lorre expresó su molestia y describió su consulta con el departamento legal de Warner Bros. sobre las opciones. La empresa productora de televisión y la estrecha relación de la estación con el gobierno de Bielorrusia fueron citadas como la razón por la cual cualquier intento de reclamar una infracción de derechos de autor sería en vano, porque la compañía que copia los episodios es operada por el gobierno.
Sin embargo, no se requirió ninguna acción legal para finalizar la producción del otro programa: tan pronto como se supo que la serie no tenía licencia, los actores renunciaron y los productores lo cancelaron. Dmitriy Tankovich (quien interpreta a la contraparte de Leonard, «Seva») dijo en una entrevista: «Estoy molesto. Al principio, a los actores se les dijo que todos los asuntos legales estaban resueltos. No sabíamos que no era el caso, entonces cuando los creadores de The Big Bang Theory comenzaron a hablar sobre el programa, estaba avergonzado. No puedo entender por qué nuestra gente primero lo hace, y luego lo piensa. Considero que este es el fondo de mi carrera. Y no quiero participar en un programa robado».

### Series derivadas

#### El joven Sheldon
En noviembre de 2016, se informó que CBS estaba en negociaciones para crear una serie derivada de The Big Bang Theory centrado en Sheldon cuando era un niño. La serie precuela sería producida por Lorre y Molaro, con Prady esperando estar involucrado de alguna manera, y con la intención de transmitirla en la temporada 2017-2018 junto con The Big Bang Theory. La idea inicial de la serie provino de Parsons, quien la transmitió a los productores de The Big Bang Theory. A principios de marzo de 2017, Iain Armitage fue elegido como el Sheldon más joven, así como por Zoe Perry como su madre, Mary Cooper. Perry es la hija de la vida real de Laurie Metcalf, que interpreta a Mary Cooper en The Big Bang Theory.
El 13 de marzo de 2017, CBS ordenó la serie El joven Sheldon. Jon Favreau dirigió y fue productor ejecutivo del piloto. Creado por Lorre y Molaro, la serie sigue a Sheldon Cooper, de 9 años, mientras asiste a la escuela secundaria en el este de Texas. Junto a Armitage como Sheldon Cooper de 9 años y Perry como Mary Cooper, Lance Barber interpreta a George Cooper, el padre de Sheldon; Raegan Revord interpreta a Missy Cooper, la hermana melliza de Sheldon; y Montana Jordan como George Cooper Jr., el hermano mayor de Sheldon. Jim Parsons repite su papel del adulto Sheldon Cooper, como narrador de la serie. Parsons, Lorre, Molaro y Todd Spiewak también actúan como productores ejecutivos en la serie, para Chuck Lorre Productions, Inc. en asociación con Warner Bros. Television. El episodio piloto del programa se estrenó el 25 de septiembre de 2017. Los episodios semanales posteriores comenzaron a transmitirse el 2 de noviembre de 2017 tras la emisión del episodio 237 de The Big Bang Theory.
Armitage apareció en el episodio 265 de la serie, «The VCR Illumination», a través de una cinta de video grabada por el joven Sheldon y vista por el Sheldon actual.
El 6 de enero de 2018, el programa fue renovado para una segunda temporada. El 22 de febrero de 2019, CBS renovó la serie para la tercera y cuarta temporada. El 30 de marzo de 2021, CBS renovó la serie para una quinta, sexta y séptima temporada.
La serie precuela finalizó el 16 de mayo de 2024 con un episodio de una hora que incluyó el funeral de George Cooper y un cameo de Parsons y Mayim Bialik como sus personajes mayores. El público descubre que El joven Sheldon ha sido un recuerdo de la vida de Sheldon desde siempre.

#### Georgie & Mandy's First Marriage
El 12 de enero de 2024, se anunció que habría una serie derivada de El joven Sheldon centrada en Georgie Cooper y Mandy McAllister que debutaría en la temporada de la televisión estadounidense 2024-25 por CBS. El 5 de marzo de 2024, CBS oficialmente dio orden a la serie, la cual tuvo su posterior estreno el 17 de octubre de ese año.

#### Stuart Fails to Save the Universe
El 12 de abril de 2023, se anunció que se estaba desarrollando una nueva serie derivada de la serie original. El 10 de octubre de 2024, se dio a conocer que el tercer spin-off contará con Stuart Bloom, Denise y Bert Kibbler, con Kevin Sussman, Lauren Lapkus, y Brian Posehn retomando sus papeles. El 19 de marzo de 2025, se reveló que el título del programa será Stuart Fails to Save the Universe. John Ross Bowie repetirá su papel de Barry Kripke.

## Nominaciones y premios
| Año  | Resultado | Categoría                                        | Premio                    | Receptor                                               |
| ---- | --------- | ------------------------------------------------ | ------------------------- | ------------------------------------------------------ |
| 2009 | Nominado  | Mejor actor protagonista en serie de comedia     | Premios Emmy              | Jim Parsons                                            |
| 2009 | Nominada  | Mejor actriz invitada en serie de comedia        | Premios Emmy              | Christine Baranski                                     |
| 2009 | Ganador   | Galardón en comedia                              | Television Critics Awards |                                                        |
| 2009 | Ganador   | Galardón individual en comedia                   | Television Critics Awards | Jim Parsons                                            |
| 2010 | Nominado  | Mejor actor de una serie de comedia              | People's Choice Awards    | Jim Parsons                                            |
| 2010 | Ganador   | Premio a serie de comedia favorita de televisión | People's Choice Awards    |                                                        |
| 2010 | Ganador   | Mejor actor protagonista en serie de comedia     | Premios Emmy              | Jim Parsons                                            |
| 2010 | Nominado  | Mejor actriz invitada en serie de comedia        | Premios Emmy              | Christine Baranski                                     |
| 2011 | Ganador   | Mejor actor en serie de comedia o musical        | Golden Globe              | Jim Parsons                                            |
| 2011 | Nominada  | Mejor Comedia                                    | Premios Emmy              |                                                        |
| 2011 | Ganador   | Mejor actor protagonista en serie de comedia     | Premios Emmy              | Jim Parsons                                            |
| 2011 | Nominado  | Mejor actor protagonista en serie de comedia     | Premios Emmy              | Johnny Galecki                                         |
| 2012 | Nominada  | Mejor Comedia de televisión                      | People's Choice Awards    |                                                        |
| 2012 | Nominada  | Mejor serie de comedia o musical                 | Golden Globe              |                                                        |
| 2012 | Nominada  | Mejor actor en serie de comedia o musical        | Golden Globe              | Jim Parsons                                            |
| 2012 | Nominada  | Mejor comedia                                    | Premios Emmy              |                                                        |
| 2012 | Nominado  | Mejor actor protagonista en serie de comedia     | Premios Emmy              | Jim Parsons                                            |
| 2012 | Nominada  | Mejor actriz de reparto en serie de comedia      | Premios Emmy              | Mayim Bialik                                           |
| 2013 | Ganador   | Mejor Comedia de TV                              | People's Choice Awards    |                                                        |
| 2013 | Nominada  | Mejor comedia                                    | Premios Emmy              |                                                        |
| 2013 | Ganador   | Mejor actor protagonista en serie de comedia     | Premios Emmy              | Jim Parsons                                            |
| 2013 | Nominada  | Mejor actriz de reparto en serie de comedia      | Premios Emmy              | Mayim Bialik                                           |
| 2013 | Ganador   | Mejor actor invitado en serie de comedia         | Premios Emmy              | Bob Newhart                                            |
| 2014 | Ganador   | Mejor Comedia de TV                              | People's Choice Awards    |                                                        |
| 2014 | Ganadora  | Mejor actriz protagonista en serie de comedia    | People's Choice Awards    | Kaley Cuoco                                            |
| 2014 | Nominado  | Mejor actor protagonista en serie de comedia     | People's Choice Awards    | Jim Parsons                                            |
| 2014 | Nominado  | Mejor Bromance de TV                             | People's Choice Awards    | Personajes masculinos (Sheldon, Leonard, Howard y Raj) |
| 2014 | Nominado  | Mejor Gal Pals de TV                             | People's Choice Awards    | Personajes femeninos (Penny, Bernadette y Amy)         |
| 2014 | Nominada  | Mejor serie - Comedia o musical                  | Globos de Oro             |                                                        |
| 2014 | Nominado  | Mejor actor de serie de TV - Comedia o musical   | Globos de Oro             | Jim Parsons                                            |
| 2014 | Nominada  | Mejor serie de comedia                           | Premios Emmy              |                                                        |
| 2014 | Ganador   | Mejor actor - Serie de comedia                   | Premios Emmy              | Jim Parsons                                            |
| 2014 | Nominada  | Mejor actriz de reparto - Serie de comedia       | Premios Emmy              | Mayim Bialik                                           |
| 2014 | Nominado  | Mejor actor invitado - Serie de comedia          | Premios Emmy              | Bob Newhart                                            |